# Morona (canton)
Morona est un canton d'Équateur situé dans la province de Morona-Santiago.